# ریچارد چورلی
مرحوم چورلی (۱۹۲۷–۲۰۰۲) جغرافی‌دان و ژئومورفولوژیست انگلیسی است که به همراه پیتر هاگت اولین بحث پارادایم در جغرافیا را بر پایه مدلهای بزرگ مقیاس مطرح کردند. در پارادایم این دو، مشخصات بیش از محتوا مورد تأکید بود. مرحوم چورلی اولین جغرافیدانی بود که در ۱۹۶۲ نظریه سیستم‌ها را در مورد ژئومورفولوژی به‌کار گرفت. کتاب «سیستم‌های محیطی» را به همراه جی.ار.بنت در ۱۹۷۸ منتشر کرد، که بهترین اثر در زمینه نگرش سیستمی است.